# V-23
La V-23 est une autoroute urbaine de 10.5 km environ qui relie l'A-7 et  A-23 au Port de Sagunto en venant de Saragosse ou Valence.
Elle permet d'accéder directement au port qui est ainsi directement connecté au grand axe de communication du réseau autoroutier espagnol.
Elle dessert toutes les zones industrielles de la ville de Sagunto, notamment la grande Usine Sidérurgique de la Méditerranée.
La voie rapide est très fréquentée par les camions pour le transport de marchandises. En effet plusieurs Cargo en provenance ou à destination du Port de Sagunto desservent le port avec  notamment l'explosion du trafic maritime de ces dernières décennies, ce qui a permis de développer fortement cette région de l'Espagne.
Elle est composée de 8 échangeurs jusqu'au port.

## Tracé
- Elle se détache de l'A-7 au nord de Puçol au niveau du croisement entre elle-même l'AP-7 et la V-21.
- Elle se connecte ensuite à l'A-23 en provenance de Saragosse
- Elle dessert ensuite la zone industrielle El Reglo près de la commune abritant le port : El Port de Sagunto. Elle dessert aussi la grande usine Siderurgica del Mediterraneo.
- Elle se termine sur un giratoire à l'entrée du port.